# Ryan D. McCarthy

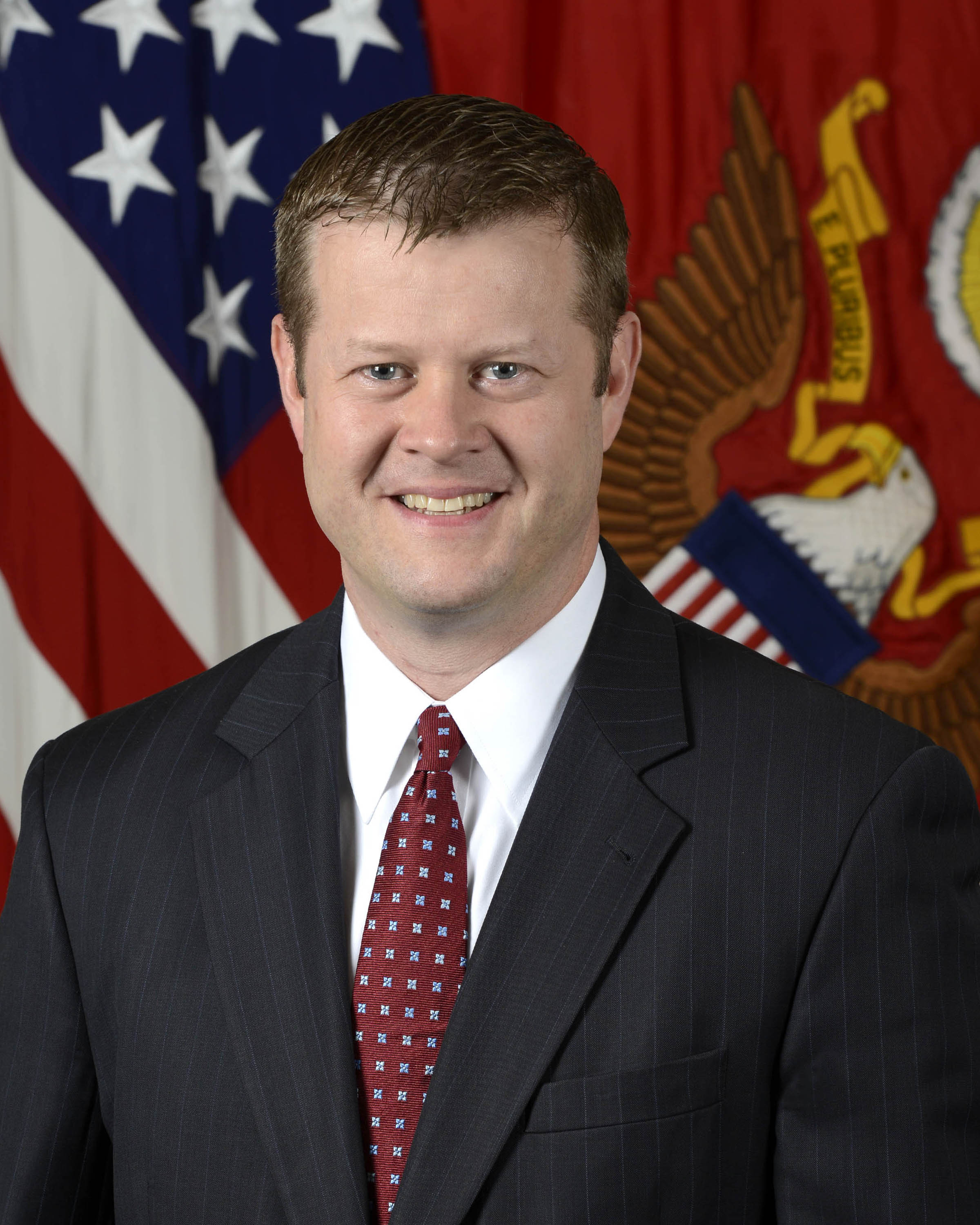
Retrato

Ryan D. McCarthy es un militar y político estadounidense que fue 33.º subsecretario del Ejército y 24.º secretario del Ejército de los Estados Unidos de 2019 a 2021.

## Biografía
Tras ser 33.º subsecretario del Ejército, en 2017 fue interinamente secretario del Ejército. Finalmente fue nombrado como el 24.º secretario del Ejército en 2019 (el 26 de septiembre) con la administración Trump. Durante su gestión ocurrió el asalto al Capitolio del 6 de enero, donde la Guardia Nacional entró en acción. McCarthy renunció el 20 de enero.

| Predecesor: Mark Esper | 24.º secretario del Ejército de los Estados Unidos 26 de septiembre de 2019-20 de enero de 2021 | Sucesor: Christine Wormuth |